# René de Prie

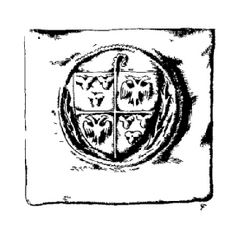
Nachgearbeitetes Siegel des René de Prie als Bischof von Bayeux (1875)

René de Prie (* 1451 in Touraine, Frankreich; † 9. September 1519 bei Évreux) war ein Kardinal der Römischen Kirche.

## Leben
Unterstützt von seinem Cousin, dem Kardinal Georges d’Amboise, machte de Prie schnell Karriere. So war er Großarchidiakon des Erzbistums Bourges, Archidiakon von Blois und Dekan von Saint-Hilaire de Poitiers. Als Apostolischer Protonotar wurde er Kommendatarabt der Abteien Landais, Loroux, Miseray, Notre-Dame de La Prée, Déols, Notre-Dame de Lyre, Micy und Issoudun.
Am 3. August 1498 zum Bischof von Bayeux erwählt und am 25. März 1499 als solcher bestätigt, war er in seiner Diözese durchaus aktiv und hielt am 15. April 1515 eine Diözesansynode ab. Doch schon am 24. November 1516 verzichtete er auf sein Bistum.
Für den König von Frankreich unterschrieb er nicht nur 1499 den Ehekontrakt, sondern war auch als sein Gesandter tätig. Belohnt wurde er hierfür mit der Abtei Déols, dem Priorat Layrac und der Baronie Précigny.
Papst Julius II. kreierte de Prie am 18. Dezember 1506 zum Kardinalpriester, was er jedoch erst am 17. Mai 1507 veröffentlichte. An diesem Tag wies er ihm auch die Titelkirche Santa Lucia in Septisolio zu. Seit 1509 im Auftrag des Königs von Frankreich in Rom weilend, wechselte er am 7. November 1509 als Kardinalpriester auf die Titelkirche San Vitale. Als König Ludwig XII. im Oktober 1510 in den Krieg mit dem Kirchenstaat eintrat, verließ er, gemeinsam mit den übrigen französischen Prälaten, Rom. Noch am 17. März 1511 zum Kardinalpriester von Santa Sabina ernannt, exkommunizierte ihn Papst Julius II. am 24. Oktober 1511 und schloss ihn aus dem Kardinalskollegium aus, da er am schismatischen Konzil von Pisa teilgenommen hatte.
Doch der in Mailand residierende de Prie zeigte sich davon unbeeindruckt und betätigte sich auch weiterhin für dieses Konzil. Der König von Frankreich ernannte ihn 1512 zum Bischof von Lectoure. Dieses Bistum tauschte er 1513 jedoch gegen das von Limoges.
Nachdem er Papst Leo X. gegenüber Abbitte für seine Irrtümer geleistet hatte, nahm ihn dieser am 24. April 1514 erneut in das Kardinalskollegium auf und ernannte ihn am 18. August 1514 zum Bischof von Limoges, wo ihn das Domkapitel bereits am 25. November 1510 zum Bischof gewählt hatte. Doch auch hier resignierte er, nun auch Inhaber des Priorates von Malpas, am 5. Dezember 1516 als Diözesanbischof.